# Lucha fuerte
Lucha Fuerte fue un programa de televisión argentino de lucha libre donde el campeón argentino Rubén Peucelle tomaba el protagonismo que en el clásico programa Titanes en el Ring tenía el creador y actor armenio Martín Karadagián. Lucha fuerte fue emitido en 1988 por la pantalla de LS86 TV Canal 2 de La Plata, hoy conocido como América TV. El esquema del programa era idéntico a su antecesor, con personajes estereotipados del "bien vs. el mal", cada uno con su canción de ingreso al cuadrilátero y con peleas con una fuerte dosis de humor o surrealismo. 
El programa retomó a viejos personajes que ya habían sido popularizados en Titanes en el Ring, como el corrupto y malvado árbitro William Boo, Iván Kowalski, Rudo Valdez o el campeón mongol Gengis Khan.

## Principales luchadores
- Rubén Peucelle: alias "El Ancho Peucelle", era el protagonista y héroe de las peleas principales, quien venía a suplir el lugar simbólico creado y estelarizado anteriormente por Martín Karadagián.
- Kato, el Ninja Blanco
- El Ninja Negro
- Rudo Valdez
- Ajax, el gladiador
- Gengis Khan, el Gran Mogol
- Enrique Orchessi
- El Reptil Verde
- Ro-box
- Anuk, el Esquimal
- El Caburé
- El Tiburón del Caribe
- Rasputín, el Maldito
- Joe el gurkha
- Ron Morgan, el Pirata Inglés
- Kruel, el Príncipe de las Tinieblas
- El Charro Santana
- El Sultán Abu Hasan
- Gibor, el Rey del Mal
- Go In Pak, el Coreano
- El Hombre Araña: después llamado simplemente "La Araña" por derechos de autor relacionados al clásico personaje de cómics Spiderman/El Hombre Araña.
- King, el León Blanco
- Iván Kowalski, el Ruso
- La Langosta
- Mustafá, el Gran Visir
- Don Pacífico
- Billy Jim: siempre usaba campera de cuero, muñequeras y Jean.
- Halcón dorado
- René Chevallier

## Árbitros
- Tobías
- William Boo
- Profesor Davis

## Maestro de Ceremonias , Relatores y Comentaristas
- Juan Carlos Amoroso
- Carlos Víctor Andris
- Pepe Gagliano

## Personas y Personajes
- Hugo Quiril personificó a Kato el Gran Ninja Blanco y La Araña.
- Juan Figueroa personificó a Anuk el Esquimal y Robox.
- Rubén Peucelle personificó a El Reptil Verde.
- Luis Acuña personificó a Ajax El Gladiador y Kruel el príncipe de las tinieblas.
- Juan Levy Rodríguez personificó a Gengis Khan y Gibor el rey del mal.
- Miguel Petri personificó a El Charro Santana.
- Miguel Bermúdez personificó a El Caburé y El Halcón Dorado.
- Enrique Orchessi personifico a King El León Blanco.
- Roberto Ventura personifico a Rasputin El Maldito.
- Luis Ferreira personifico a Abu Hassan el Sultán.
- Miguel Callo personifico a La Langosta.
- Julio Pintos personifico a El Tiburón Del Caribe.
- Oscar Arismendi personifico a Rudo Valdez.
- Amibal Cativa personifico a Ron Morgan El Pirata Inglés.
- RafaeL Rojas personifico a Joe El Gurka.
- Alfredo Isidro Font personifico a René Chevallier.
- Antonio Arismendi personifico a Olaf El Barba Roja.
- Héctor Oscar Brea personifico a William Boo.

## Secuelas
Durante los primeros años de la década de 1990, Lucha Fuerte tuvo dos programas-secuela: el primero fue Lucha Mundial, en el cual parte del róster/elenco de Lucha Fuerte se hizo presente (en especial Kato el Ninja Blanco, el Rudo Valdez-renombrado a Rudo Valderrama-y el árbitro William Boo), junto con nuevos personajes tales como el villano Tutumba, Comandante Cebra, Max el guerrero del 2050, Álex corazón de León, TNT, Killer Bulldog, Comando Boina Verde, Bad Boy, el Ninja Negro y otros. A éste programa le sucedió Lucha Total, el cual fue prácticamente el mismo programa a excepción de un cambio de nombre y la adición de algunos personajes nuevos como Norton La Sombra y Manitu. Entre los dos programas sumaron 3 temporadas al aire y fueron el nexo entre la vieja y la nueva generación de programas de lucha libre.